# يوحنا أورلاندو
يوحنا أورلاندو (بالإنجليزية: John Orlando) (15 أكتوبر 1960 بنيجيريا - ) هو لاعب كرة قدم نيجيري في مركز الدفاع، شارك في كأس الأمم الأفريقية 1980 والألعاب الأولمبية الصيفية 1980. وشارك مع منتخب نيجيريا تحت 23 سنة لكرة القدم ومنتخب نيجيريا لكرة القدم. أما مع النوادي، فقد لعب مع شوتينغ ستارز.

## وصلات خارجية
- يوحنا أورلاندو على موقع الاتحاد الدولي (مؤرشف)  (الإنجليزية)
- يوحنا أورلاندو على موقع أوليمبيديا (الإنجليزية)